# Meridiano 7 este
El meridiano 7 este es una línea de longitud que se extiende desde el Polo Norte atravesando el Océano Ártico, Europa, África, Océano Atlántico, Océano Antártico y la Antártida hasta el Polo Sur.
El meridiano 7 este forma un gran círculo con el meridiano 173 este.
Comenzando en el Polo Norte y dirigiéndose hacia el Polo Sur, el meridiano atraviesa:
| Coordenadas                    | País, territorio o mar | Notas |
| ------------------------------ | ---------------------- | --- |
| 90°0′N 7°0′E / 90.000, 7.000   | Océano Ártico          | |
| 81°15′N 7°0′E / 81.250, 7.000  | Océano Atlántico       | |
| 62°57′N 7°0′E / 62.950, 7.000  | Noruega                | |
| 58°1′N 7°0′E / 58.017, 7.000   | Mar del Norte          | |
| 53°41′N 7°0′E / 53.683, 7.000  | Alemania               | Isla de Juist |
| 53°40′N 7°0′E / 53.667, 7.000  | Mar de Frisia          | |
| 53°19′N 7°0′E / 53.317, 7.000  | Países Bajos           | |
| 52°38′N 7°0′E / 52.633, 7.000  | Alemania               | |
| 52°28′N 7°0′E / 52.467, 7.000  | Países Bajos           | |
| 52°14′N 7°0′E / 52.233, 7.000  | Alemania               | |
| 49°11′N 7°0′E / 49.183, 7.000  | Francia                | |
| 47°30′N 7°0′E / 47.500, 7.000  | Suiza                  | Durante 14 km |
| 47°22′N 7°0′E / 47.367, 7.000  | Francia                | Durante 8 km |
| 47°18′N 7°0′E / 47.300, 7.000  | Suiza                  | |
| 46°1′N 7°0′E / 46.017, 7.000   | Francia                | Durante 14 km |
| 45°53′N 7°0′E / 45.883, 7.000  | Italia                 | |
| 45°32′N 7°0′E / 45.533, 7.000  | Francia                | |
| 45°13′N 7°0′E / 45.217, 7.000  | Italia                 | |
| 44°15′N 7°0′E / 44.250, 7.000  | Francia                | |
| 44°42′N 7°0′E / 44.700, 7.000  | Italia                 | |
| 44°15′N 7°0′E / 44.250, 7.000  | Francia                | |
| 43°33′N 7°0′E / 43.550, 7.000  | Mar Mediterráneo       | |
| 36°54′N 7°0′E / 36.900, 7.000  | Argelia                | |
| 20°29′N 7°0′E / 20.483, 7.000  | Níger                  | |
| 12°59′N 7°0′E / 12.983, 7.000  | Nigeria                | |
| 4°23′N 7°0′E / 4.383, 7.000    | Océano Atlántico       | Pasando al oeste de Isla de Príncipe, Santo Tomé y Príncipe Pasando al oeste de Isla de Santo Tomé, Santo Tomé y Príncipe |
| 60°0′S 7°0′E / -60.000, 7.000  | Océano Antártico       | |
| 69°53′S 7°0′E / -69.883, 7.000 | Antártida              | Tierra de la Reina Maud, reclamado por Noruega                                                                            |